# Pupa sinica
Pupa sinica is een slakkensoort uit de familie van de Acteonidae. De wetenschappelijke naam van de soort is voor het eerst geldig gepubliceerd in 1989 door Lin.